# Dossor
Dossor (kazajo y ruso Доссор) es un lugar en Kazajistán.

## Geografía
Dossor se encuentra en el oeste de Kazajistán, en el área de Atyrau, a unos 90 kilómetros al noreste de Atyrau, en el borde oriental de la Depresión del Caspio. La zona se caracteriza por extensas y planas llanuras desérticas, atravesadas por numerosos lagos salados. Debido al suelo salado, la agricultura no es posible en la región. Existen numerosos yacimientos de petróleo en la región.
El clima en Dossor es continental y seco. Los inviernos son bastante fríos con una temperatura promedio en enero de -10 °C, los veranos son calurosos con una temperatura promedio de 25 °C. A lo largo del año llueve muy poco.

## Historia
La creación de Dossor está íntimamente ligada al desarrollo de los yacimientos petrolíferos de la zona. Ya a fines del siglo XIX, hubo expediciones rusas para investigar posibles depósitos de petróleo y gas natural en la región entre los Urales y el Emba. Se descubrió un gran depósito de petróleo en las cercanías de la ubicación actual durante la perforación de prueba, cuya explotación comenzó en 1911. Para ello, se inició aquí la construcción de viviendas para los trabajadores. Dos años después, más de 2000 personas estaban trabajando en los campos petroleros y el lugar se convirtió en una ciudad petrolera. Había una docena de edificios residenciales para trabajadores, un hospital, una escuela, una central eléctrica e incluso se instaló una conexión telefónica.